# 102. brigada HV
102. brigada HV ustrojena je 11. lipnja 1991. Kroz brigadu je od 1991. – 1995. prošlo/unovačeno oko 6500 pripadnika.

## Ratni put

### 1991.
Pripremne radnje za novačenje 102. brigade HV počele su u svibnju 1991. godine kada su u Područnom uredu za obranu Novi Zagreb počeli savjetodavni razgovori s mogućim budućim pripadnicima brigade.
Tijekom sljedeća tri mjeseca, a osobito temeljem Zapovijedi o ustrojavanju 102. brigade HV od 11. lipnja 1991. godine, pripreme su intenzivirane do te mjere da je 1. rujna 1991. godine na Zagrebačkom velesajmu održana smotra na kojoj je operacionaliziran prethodni raspored zapovjednih dužnosti do razine zapovjednika vodova te podijeljena odjeća i obuća za oko 75% njezinih pripadnika.
Od početka rujna do kraja studenoga 1991. godine intenzivirana je obuka zapovjednog kadra do razine zapovjednika satnije na sastancima jednom tjedno u kinu Remetinec uz povremene smotre vodova, satnije i drugih postrojbi brigade na Zagrebačkom velesajmu.
30. studenog 1991. godine mobiliziran je zapovjedni kadar brigade, a 1. prosinca 1991. godine i ostali pripadnici 102. brigade HV. Ukupno je mobilizirano 2011 v/o.
Od 2. do 5. prosinca 1991. godine brigada je smještena u vojarnama u Kerestincu, Samoboru i Borongaju, gdje se održava obuka i obavlja opremanje brigade oružjem i drugom opremom. U vojarni u Samoboru 6. prosinca 1991. godine pripadnici 102. brigade HV – Novi Zagreb položili su svečanu prisegu.
7. prosinca 1991 godine brigada dolazi u Sisak i podređuje se Operativnoj grupi za Sisak i Baniju (OGSB). Po odluci zapovjedništva OGSB brigada se razmješta u selo Galdovo (zapovjedništvo, logistika i pristožerne postrojbe), zatim u selo Preloščica (1. bojna), u selo Gušće (2. bojna) i u selo Kratečko (3. bojna). Dana 12. prosinca 1991 sudjelovala je u napadnoj operaciji "Vihor" na pokupskom ratištu koja je završila neuspjehom. Poginulo je ukupno 13 pripadnika brigade, a njih 18 je ranjeno. Brojno stanje je 14. prosinca 1991 iznosilo: 300 ljudi u zapovjedništvu, pristožernim i logističkim postrojbama; 1. bojna: 506 vojnika, 2. bojna: 540 vojnika; 3. bojna 527 vojnika. Ukupno: 1873

### 1992.
Poslije operacije "Vihor", 102. brigada HV se vraća u Zagreb, gdje se preustrojava i nastavlja s intenzivnom vojnom obukom. Krajem siječnja 1992. godine ponovo se upućuje u OG Sisak i Banovina, gdje nastavlja s intenzivnom obukom vojnika, te sudjeluje u b/d u Sunji i na njenom širem području sve do rujna 1992. godine. Tijekom srpnja 1992. godine dobrovoljačka grupa jačine satnije pridodana je 148. brigadi HV i sudjeluje u b/d na Dubrovačkom – Južnom bojištu. 1. rujna 1992. godine 102. brigada HV izvučena je s položaja Sunjskog ratišta u vojarnu Buna. Obavljena je djelomična demobilizacija starih i djelomična mobilizacija novih vojnih obveznika. U razdoblju rujan – listopad 1992. godine taktičko borbena grupa brigade (BG-102. brigade HV) jačine 200 v/o angažirana je u obrambenim djelovanjima na području ZP Osijek – OG „Istočna Posavina“  na Derventsko – Brodskom pravc
102. brigada je demobilizirana 31. listopada 1992. godine i stavljena u pričuvu, a aktivna je ostala samo razvojna jezgra brigade.  

### 1993. – 1995.
U studenome 1993. godine ponovno je aktivirana jedna bojna brigade i upućena je na Banovinsko ratište u obranu Sunje. Od siječnja do svibnja 1995. godine 102. brigada HV izvodi b/d u sastavu ZP Karlovac na Karlovačko – Kordunskoj bojišnici držeći položaje na Maloj Kapeli.  
U vojno – redarstvenoj operaciji "Oluja" (kolovoz – rujan 1995.) 102. brigada HV djeluje u ZP Zagreb na Banovinskom ratištu na pravcu Glina  - Gvozd  (Vrginmost) – Petrova gora. Postrojbe 102. brigade HV sudjeluje u oslobađanju Gline 6. kolovoza 1995. godine, te u predaji 21. kordunskog korpusa SVK (Srpske vojske krajine) 8. kolovoza 1995. godine. 10. kolovoza 1995. godine 102. brigada HV u suradnji sa snagama Specijalnih postrojbi MUP-a i drugih postrojbi ZP Zagreb i Karlovac sudjeluje do 14. kolovoza 1995. u savladavanju preostalih snaga SVK na Petrovoj gori. Po uspješnom obavljanju svih borbenih zadaća u operaciji "Oluja" 102. brigada HV zaposjeda državna granica Republike Hrvatske uz rijeku Unu na liniji Dvor – Hrvatska Kostajnica – Hrvatska Dubica – Uštica sa zadaćom čuvanja državne granice. 
Za vrijeme operacije "Oluja" brigada je bila 100% popunjena (2.600 v/o), a stavljena je u pričuvni sastav 18. rujna 1995. godine.
Za vrijeme djelovanja 102. brigada je imala 1991. godine 13 poginulih v/o (jedan se v/o vodi još uvijek kao nestali). Do kraja ratnih djelovanja brigade (18. rujna 1995.) ukupno je poginulo 24 v/o.

## Odlikovanja
Odlikovana je Redom Nikole Šubića Zrinskog, a za iskazano junaštvo njezinih pripadnika u Domovinskom ratu.

## Zapovjednici
- satnik Franc Ferenčak (01.08.1991. – 23.01.1992.)
- brigadir Stjepan Bertek (24.01.1992. – 07.01.1993.)
- pukovnik Alojzij Hren (07.01.1993. – 30.11.1995.)
- pukovnik Tomo Krešo Špeletić
- zapovjednik odjeljenja Ivica Šiprak[nedostaje izvor]